# 沈醉
沈醉（1914年6月3日—1996年3月18日），字叔逸，湖南湘潭人。國民革命軍陸軍中將，情報將領戴笠手下「四大金剛」之一（另三人爲陈恭澍、趙理君、王天木）。

## 生平

### 复兴社時代
18岁由其姐夫余樂醒介紹加入复兴社特务处，抗戰前長期在上海從事特務活動，曾經親自參與暗殺全國人權保障同盟總干事楊杏佛與逮捕第三國際駐上海代表華爾敦（史稱“怪西人”案）的行動。

### 军统局時代
后復興社改为军事委员会调查统计局。他長期服務於军统局，深得戴笠信任。歷任軍統上海站少校行動组长、常德警備司令部稽查處上校處長、軍统局總務處少將處長等職，在军统局中以“年纪小、资格老”著称。

### 保密局時代
后出任國防部保密局雲南站站長、國防部少將專員、雲南專員公署主任、中將游擊司令。

### 被捕入監
1949年12月9日，被盧漢（原雲南省主席）扣押，被迫投共，協助盧漢逮捕了在昆明的大多數特務，譬如當時在昆明等候飛去臺灣的軍統西南區正副區長徐遠舉、周養浩與軍統經理處處長兼重慶辦事處主任郭旭三人皆由沈醉供出被捕。後來被俘成爲戰犯，而被囚禁在昆明陸軍模範監獄；雲南被解放軍佔領後被轉移至重慶歌樂山白公館戰犯管理所，后同宋希濂等人轉去北京功德林戰犯管理所。

### 特赦
1960年11月28日，作为第二批战犯被中華人民共和國政府特赦，為前兩期特赦人員中唯一的前軍統要員，在周恩來的親自安排下进行参观学习，并赴农村劳动一年后，與其他被特赦的前國民黨黨政軍要人（如杜聿明、宋希濂、王耀武、陳長捷等）和前滿洲國首腦（溥儀、溥杰等）一起任全国政協文史資料委員會文史專員。1965年，与小他10岁的某医院护士杜雪洁结婚。

### 文革
1967年11月，被造反派再次送进秦城监狱。造反派脅迫沈醉寫材料揭發原國家主席劉少奇夫人王光美是軍統特務，但沈醉抵死不從，使造反派企圖借此謀害王光美的陰謀未能得逞。1972年11月28日，在周恩来下令释放后再次恢复自由。

### 平反
1980年，經中華人民共和國政府有關部門调查证实，他曾在卢汉起义通电上签字并发表了起义广播，要下属特务组织上缴特务器材且到指定地点报到，因此身份由戰犯改为起義將領，享受副部级待遇，并连续选为第五、六、七届全国政协委员。
1980年底，偕同小女儿沈美娟到香港探親訪友，在短暫留港后谢绝友人們的勸阻，毅然返回北京。1981年12月11日，中央电视台录像播出沈醉的发言：“曲折离奇的30年过去了，党使我从一个反共反人民的军统特务变成了热爱共产党和人民的爱国人士。”1996年3月18日，病逝于北京。

## 著作
《解放前夕軍统在雲南的活動》、《抗战前軍统特務在上海的罪惡活動》、《我所知道的戴笠》、《中美合作所内幕》、《愛國將領卢汉》、《我這三十年》、《我的特務生涯》、《人鬼之间》等。